# 张金称
张金称（6世纪—616年），隋末山东农民起义首领。大业七年（611年）率众起义，发展到几万人。后二年在清河（今属河北）击毙隋军将领冯孝慈。十二年连克平恩（今河北邱县西）、武安、巨鹿、清河等县。后因轻敌，为隋将杨义臣啟用蘇定方大败，继为杨善会所俘，亡。所部后归窦建德领导。